# EastWest
EastWest（イーストウェスト）は、日本楽器製造（ヤマハ）主催により、1976年から1986年にかけて年1回行われたアマチュアバンドのコンテスト。

## 概要
1970年代におけるニューミュージック勃興期において、軽音楽向け楽器の販売促進を企図するなど、音楽の産業化と結びついたイベントと解されている。
同種のアマチュアバンド向けコンテストとしてはヤマハ音楽振興会によるポプコン（初期はプロを対象としていた）、ヤマハ大阪支店による8.8 Rock Dayなどがあり、EastWestは後発で東京支店のみが主催する関東ローカルの大会であっが、後にプロデビューして活躍することになるバンドを多く輩出した。ミッキー吉野はポプコン・世界歌謡祭との比較で、ロックの分野に関してはEastWestの方が人気があったと回想している。また世良公則は、EastWest出身のミュージシャンが多く、ポプコン出身である自分が肩身の狭い思いをしたことを吐露している。
テープ審査、ヤマハ店舗での地区大会を勝ち抜いたバンドが、決勝（グランプリ大会）に出場する形式であった。グランプリ大会は1976年の第1回のみ新橋ヤクルトホールで開催されたが、1977年の第2回以降は中野サンプラザを会場とした。
1979年の第4回大会からは、主催に千葉・横浜・関東支店が加わり、さらに協賛企業も増えた。エントリーもジュニア／レディース／シニアの3部門に分かれ、一気に大規模化していった。1980年の第5回大会では、予選エントリーが2000グループ、6000曲に上った。
全ての大会で音楽評論家の相倉久人が審査委員長を務め、当時の人気ミュージシャンが審査員に名を連ねた。
ポプコンと同じく、1986年の大会をもって終了した。

## 主な出場バンド
- GROOVY（ボーカルの江尻博之が1976年ベストボーカル賞）
- カシオペア（1977年優秀グループ賞）
- サザンオールスターズ（ボーカルの桑田佳祐が1977年ベストボーカル賞）
- ウシャコダ（1978年グランプリ）
- シャネルズ（1977年入賞、1978年優秀グループ賞）
- 子供ばんど（1979年シニア部門グランプリ、うじきつよしが所属）
- アナーキー（1979年シニア部門優秀グループ賞）
- デスペナルティ (1979年シニア部門入賞、氷室京介、松井常松が所属[11][注釈 1])
- エレファントカシマシ（1980年）
- 爆風銃（1981年シニア部門グランプリ、後のPINK・爆風スランプの母体）
- スーパースランプ（1981年シニア部門優秀グループ賞、後の爆風スランプの母体）
- SHOW-YA（1981年レディース部門優秀グループ賞、1982年同グランプリ）
- カンガルー（1982年シニア部門グランプリ）
- HOTTENTOT（ボーカルの久保田利伸が1982年シニア部門ベストボーカル賞）
- ストリート・ダンサー（1983年シニア部門特別賞）
- A-JARI（1984年ジュニア部門優秀グループ賞）
- てつ100%（1985年入賞、杉原徹・菅野よう子が所属）
- LA-PPISCH（1985年決勝進出）
- THE HEART（1985年ジュニア部門グランプリ、井口一彦・斉藤律が所属）
- ヤンキース（1985年シニア部門グランプリ）
- 喝!タルイバンド（1986年入賞、垂井ひろし・嘉多山信が所属）